# Stanisław Janocha
Stanisław Michał Janocha (ur. 10 września 1895 w Turaszówce, zm. wiosną 1940 w Katyniu) – kapitan administracji (łączności) Wojska Polskiego, kawaler Orderu Virtuti Militari, ofiara zbrodni katyńskiej.

## Życiorys
Urodził się 10 września 1895 w Turaszówce, w rodzinie Wojciecha i Józefy z Woźniaków. Absolwent gimnazjum w Jaśle. W 1914 wstąpił do Strzelca i z kompanią krośnieńską wysłany do Krakowa. 22 czerwca 1915 powołany do armii austriackiej, walczył na frontach rumuńskim, rosyjskim i włoskim. 3 listopada po wyjściu z niewoli włoskiej wstąpił do Armii gen. Hallera. Walczył w wojnie polsko-bolszewickiej. Za walki w obronie Zamościa odznaczony Krzyżem Srebrnym Orderu Virtuti Militari. 
W okresie międzywojennym służył w 2 pułku łączności. W październiku 1931 został przeniesiony z 4 Batalionu Telegraficznego do Szefostwa Inżynierii Dowództwa Okręgu Korpusu Nr III w Grodnie na stanowisko referenta łączności. 27 czerwca 1935 został mianowany kapitanem ze starszeństwem z 1 stycznia 1935 i 15. lokatą w korpusie oficerów łączności. Później został przeniesiony do korpusu oficerów administracji. W marcu 1939 pełnił służbę w Kierownictwie Zaopatrzenia Wojsk Łączności na stanowisku referenta Referatu Odbioru i Nadzoru Technicznego. W kampanii wrześniowej był w składzie dowództwa Armii „Poznań”.
W czasie kampanii wrześniowej 1939 dostał się do sowieckiej niewoli. Przebywał w obozie w Kozielsku. Wiosną 1940 został zamordowany przez funkcjonariuszy NKWD w Katyniu i tam pogrzebany(LW 029/1 z 13.4.1940 r., poz. 38). Od 28 lipca 2000 spoczywa na Polskim Cmentarzu Wojennym w Katyniu.
Stanisław Michał Janocha był żonaty z Anielą z Małańczaków, z którą miał syna Władysława.
5 października 2007 minister obrony narodowej Aleksander Szczygło mianował go pośmiertnie na stopień majora. Awans został ogłoszony 9 listopada 2007, w Warszawie, w trakcie uroczystości „Katyń Pamiętamy – Uczcijmy Pamięć Bohaterów”.

## Ordery i odznaczenia
- Krzyż Srebrny Orderu Virtuti Militari nr 2438[3]
- Srebrny Krzyż Zasługi (22 maja 1939)[10]